# Verkehrsministerium
Das Verkehrsministerium oder Transportministerium ist das Ministerium, das für die Verkehrspolitik, also vor allem den Verkehr und die Entwicklung der Verkehrswege eines Staates oder Gliedstaates, zuständig ist. Der entsprechende Ressortleiter ist der Verkehrsminister bzw. die Verkehrsministerin.

## Nationale Ministerien
Nationale Verkehrsministerien sind zum Beispiel:
- China: siehe Staatsrat der Volksrepublik China
- Dänemark: Transportministeriet[1]
- Deutschland: Bundesministerium für Verkehr
  - DDR: Ministerium für Verkehrswesen (1953/54–1990)
  - Deutsches Reich: Reichsverkehrsministerium (1919–1945)
- Finnland: siehe Finnische Regierung#Ministerien
- Indien: Ministry of Road Transport and Highways
- Israel: Ministerium für Verkehr, nationale Infrastruktur und Verkehrssicherheit
- Italien: Ministerium für Infrastruktur und Verkehr
- Japan: Ministerium für Land, Infrastruktur, Verkehr und Tourismus (MLIT)
- Litauen: Verkehrsministerium
- Niederlande: Ministerie van Infrastructuur en Waterstaat (IenW)
- Norwegen: Samferdselsdepartementet
- Österreich: Bundesministerium für Klimaschutz, Umwelt, Energie, Mobilität, Innovation und Technologie
- Osttimor: Ministerium für den öffentlichen Dienst, Transport und Telekommunikation Osttimors
- Schweiz: Eidgenössisches Departement für Umwelt, Verkehr, Energie und Kommunikation
- Türkei: Ministerium für Transport und Infrastruktur
- USA: Verkehrsministerium
- Vereinigtes Königreich: Department for Transport

## Fußnote
1. ↑  Ursprünglich hieß das Ministerium von 1894 bis 1986 Ministeriet for Offentlige Arbejder (Ministerium für öffentliche Arbeiten) und danach Trafikministeriet (Verkehrsministerium). Nach einer Ministerrochade im Jahr 2005 hieß es für zwei Jahre Transport- og Energiministeriet. Nach dem Wegfall des Energieressorts verkürzte sich der Name auf Transportministeriet. Siehe auch  Liste der dänischen Transportminister